# Mintz Peak
Der Mintz Peak ist ein 2500 m hoher Nebengipfel des Mount Hartigan in der Executive Committee Range im westantarktischen Marie-Byrd-Land. Er ragt im Südosten des Bergs auf. 
Der United States Geological Survey kartierte ihn anhand eigener Messungen und mithilfe von Trimetrogon-Luftaufnahmen der United States Navy aus den Jahren zwischen 1958 und 1960. Das Advisory Committee on Antarctic Names benannte ihn 1962 nach Jerome Mintz, Elektrotechniker für meteorologische Gerätschaften auf der Byrd-Station im Jahr 1959.